# Балапан
Балапа́н (рос. Балапан, башк. Балапан) — присілок у складі Зілаїрського району Башкортостану, Росія. Входить до складу Матраєвської сільської ради.
Населення — 119 осіб (2010; 118 в 2002).
Національний склад:
- башкири — 100%